# Campeonato Europeo de Karate de 2024
El LIX Campeonato Europeo de Karate se celebró en Zadar (Croacia) entre el 8 y el 12 de mayo de 2024 bajo la organización de la Federación Europea de Karate (EKF) y la Federación Croata de Karate.
Las competiciones se realizaron en la Arena Krešimir Ćosić de la ciudad croata.

## Medallistas

### Masculino
| Evento                     | Oro                                                                                             | Plata                                                                       | Bronce |
| -------------------------- | ----------------------------------------------------------------------------------------------- | --------------------------------------------------------------------------- | --- |
| Kumite –60 kg (11.05)      | Jristos-Stefanos Xenos · Grecia                                                                 | Orges Arifi · Albania                                                       | Eray Şamdan Turquía Ahmed Hellal Francia |
| Kumite –67 kg (11.05)      | Yves Martial Tadissi · Hungría                                                                  | Nenad Dulović · Montenegro                                                  | Hüseyn Məmmədli · Azerbaiyán · Yeoryos Baliotis · Grecia |
| Kumite –75 kg (11.05)      | Ivan Martinac · Croacia                                                                         | Daniele De Vivo · Italia                                                    | Enes Bulut Turquía Tiago Duarte Portugal |
| Kumite –84 kg (11.05)      | Konstantinos Mastroyannis · Grecia                                                              | Brian Timmermans · Países Bajos                                             | Ivan Kvesić · Croacia · Valeri Chobotar · Ucrania |
| Kumite +84 kg (11.05)      | Anđelo Kvesić · Croacia                                                                         | Matteo Avanzini · Italia                                                    | Anes Bostandžić Bosnia y Herzegovina Mehdi Filali Francia |
| Kumite por equipos (11.05) | Italia                                                                                          | Grecia                                                                      | Ucrania · Francia |
| Kata individual (11.05)    | Damián Quintero · España                                                                        | Anthony Vu · Suecia                                                         | Alessio Ghinami · Italia · Artur Neto · Portugal |
| Kata por equipos (11.05)   | España · Salvador Cisneros Balbuena · Sergio Galán López · Raúl Martín Romero · Damián Quintero | Montenegro · Arijan Kočan · Vladimir Mijač · Nikola Milić · Kenan Nikočević | Azerbaiyán · Rövşən Əliyev · İsmayıl Quliyev · Həsənəli Həsənov · Roman Heydərov Italia · Mattia Busato · Gianluca Gallo · Alessio Ghinami · Alessandro Iodice |

1. ↑  Descalificación por dopaje del medallista de oro, el turco Ali Sofuoğlu.[2]
2. ↑  Descalificación por dopaje del equipo turco medallista de oro, conformado por Emre Vefa Göktaş, Enes Özdemir y Ali Sofuoğlu, por dopaje de Ali Sofuoğlu.[2]

### Femenino
| Evento                     | Oro                                                                  | Plata                                                       | Bronce                                                                                  |
| -------------------------- | -------------------------------------------------------------------- | ----------------------------------------------------------- | --------------------------------------------------------------------------------------- |
| Kumite –50 kg (11.05)      | Ema Sgardelli · Croacia                                              | Mihaela Mishovska Macedonia del Norte                       | Erminia Perfetto · Italia · Selva Akkurt Küçükoğlu · Turquía                            |
| Kumite –55 kg (11.05)      | Mia Bitsch · Alemania                                                | Sonia Pereira Villalobos · España                           | Tuba Yakan · Turquía · María Stoli · Grecia                                             |
| Kumite –61 kg (11.05)      | Ingrida Suchánková · Eslovaquia                                      | Lejla Topalovic · Austria                                   | Fatma Naz Yenen · Turquía · Reem Khamis · Alemania                                      |
| Kumite –68 kg (11.05)      | Alizée Agier Francia                                                 | Elena Quirici · Suiza                                       | María Nieto Mejías · España · Elina Sieliemienieva · Ucrania                            |
| Kumite +68 kg (11.05)      | Johanna Kneer · Alemania                                             | Rochelle Walters Inglaterra                                 | Nancy Garcia Francia Zala Maria Žibret Eslovenia                                        |
| Kumite por equipos (11.05) | Alemania                                                             | Italia                                                      | Francia Turquía                                                                         |
| Kata individual (11.05)    | Dilara Bozan Turquía                                                 | Terryana D'Onofrio · Italia                                 | Paola García Lozano · España · Jasmin Jüttner · Alemania                                |
| Kata por equipos (11.05)   | España · María López Pintado · Gema Morales Ozuna · Raquel Roy Rubio | Italia · Terryana D'Onofrio · Michela Rizzo · Elena Roversi | Turquía Zehra Kaya Damla Pelit Elif Karaboğa Francia Maï-Linh Bui Marie Bui Léa Severan |

## Medallero
| Núm. | País                 | Oro | Plata | Bronce | Total |
| ---- | -------------------- | --- | ----- | ------ | ----- |
| 1    | España               | 3   | 1     | 2      | 6     |
| 2    | Alemania             | 3   | 0     | 2      | 5     |
| 3    | Croacia              | 3   | 0     | 1      | 4     |
| 4    | Grecia               | 2   | 1     | 2      | 5     |
| 5    | Italia               | 1   | 5     | 3      | 9     |
| 6    | Turquía              | 1   | 0     | 7      | 8     |
| 7    | Francia              | 1   | 0     | 6      | 7     |
| 8    | Eslovaquia           | 1   | 0     | 0      | 1     |
| 8    | Hungría              | 1   | 0     | 0      | 1     |
| 10   | Montenegro           | 0   | 2     | 0      | 2     |
| 11   | Albania              | 0   | 1     | 0      | 1     |
| 11   | Austria              | 0   | 1     | 0      | 1     |
| 11   | Inglaterra           | 0   | 1     | 0      | 1     |
| 11   | Macedonia del Norte  | 0   | 1     | 0      | 1     |
| 11   | Países Bajos         | 0   | 1     | 0      | 1     |
| 11   | Suecia               | 0   | 1     | 0      | 1     |
| 11   | Suiza                | 0   | 1     | 0      | 1     |
| 18   | Ucrania              | 0   | 0     | 3      | 3     |
| 19   | Azerbaiyán           | 0   | 0     | 2      | 2     |
| 19   | Portugal             | 0   | 0     | 2      | 2     |
| 21   | Bosnia y Herzegovina | 0   | 0     | 1      | 1     |
| 21   | Eslovenia            | 0   | 0     | 1      | 1     |
|      | TOTAL                | 16  | 16    | 32     | 64    |